# Jeleč (Foča)
Jeleč är en ort i Bosnien och Hercegovina. Den ligger i entiteten Republika Srpska, i den sydöstra delen av landet, 40 km sydost om huvudstaden Sarajevo. Jeleč ligger 664 meter över havet och antalet invånare är 196.
Terrängen runt Jeleč är huvudsakligen lite bergig. Jeleč ligger nere i en dal. Närmaste större samhälle är Foča, 13,2 km öster om Jeleč.
I omgivningarna runt Jeleč växer i huvudsak blandskog. Runt Jeleč är det ganska tätbefolkat, med 67 invånare per kvadratkilometer.